# Distrito do Porto
O distrito do Porto é um distrito português, localizado no noroeste do país. Limita a norte com os distrito de distrito de Braga, a leste com o de Vila Real, a sudeste com o de Viseu, a sul com o de Aveiro e a oeste com o Oceano Atlântico.
Tem uma área total de 2 395 km², sendo o 14.° distrito com a maior área de todos os distritos nacionais. Em 2022 registou uma população de 1 819 515 habitantes, sendo o 2.° distrito mais populoso do país. O distrito tem uma densidade populacional de 759 habitantes por km², que se dividem em 18 municípios e em 243 freguesias.
O distrito é conhecido pelo seu centro cultural, histórico e económico da cidade do Porto, pelo Rio Douro, pela economia diversificada nos sectores do turismo, comércio, serviços, tecnologia e indústrias tradicionais, como têxteis e vestuário, o Vinho do Porto, a Ponte D. Luís e pelas suas cidades com cada uma tendo a sua própria identidade e características únicas.
O distrito do Porto correspondente ao núcleo da província tradicional do Douro Litoral.

## Subdivisões
O distrito do Porto subdivide-se nos seguintes dezoito municípios:
- Amarante
- Baião
- Felgueiras
- Gondomar
- Lousada
- Maia
- Marco de Canaveses
- Matosinhos
- Paços de Ferreira
- Paredes
- Penafiel
- Porto
- Póvoa de Varzim
- Santo Tirso
- Trofa
- Valongo
- Vila do Conde
- Vila Nova de Gaia

Na atual divisão principal do país, o distrito integra-se na Região Norte, espalhando-se os seus municípios pelas sub-regiões do Grande Porto e Tâmega. Em resumo:
Grande Porto
- Gondomar
- Maia
- Matosinhos
- Paredes
- Porto
- Póvoa de Varzim
- Valongo
- Vila do Conde
- Vila Nova de Gaia
- Santo Tirso
- Trofa

Tâmega e Sousa
- Amarante
- Baião
- Felgueiras
- Lousada
- Marco de Canaveses
- Paços de Ferreira
- Penafiel

## População
| Número de habitantes | Número de habitantes | Número de habitantes | Número de habitantes | Número de habitantes | Número de habitantes | Número de habitantes | Número de habitantes | Número de habitantes | Número de habitantes | Número de habitantes | Número de habitantes | Número de habitantes | Número de habitantes | Número de habitantes | Número de habitantes |
| -------------------- | -------------------- | -------------------- | -------------------- | -------------------- | -------------------- | -------------------- | -------------------- | -------------------- | -------------------- | -------------------- | -------------------- | -------------------- | -------------------- | -------------------- | -------------------- |
| 1864                 | 1878                 | 1890                 | 1900                 | 1911                 | 1920                 | 1930                 | 1940                 | 1950                 | 1960                 | 1970                 | 1981                 | 1991                 | 2001                 | 2011                 | 2021                 |
| 419 691              | 468 291              | 549 322              | 598 574              | 680 539              | 706 629              | 805 595              | 939 343              | 1 053 522            | 1 193 368            | 1 312 392            | 1 562 287            | 1 641 501            | 1 781 836            | 1 817 172            | 1 786 656            |

## Eleições legislativas
| Ano  | %    | D   | %       | D       | %      | D      | %           | D           | %       | D       | %       | D       | %    | D  | %    | D   | %       | D       | %    | D   | %   | D   | %    | D    | %   | D   | %       | D       | % | D | %  | D  | %  | D  |
| Ano  | PS   | PS  | PPD/PSD | PPD/PSD | CDS-PP | CDS-PP | PCP/APU/CDU | PCP/APU/CDU | MDP/CDE | MDP/CDE | UDP     | UDP     | AD   | AD | FRS  | FRS | UDP-PSR | UDP-PSR | PRD  | PRD | PSN | PSN | B.E. | B.E. | PAN | PAN | PSD CDS | PSD CDS | L | L | IL | IL | CH | CH |
| ---- | ---- | --- | ------- | ------- | ------ | ------ | ----------- | ----------- | ------- | ------- | ------- | ------- | ---- | -- | ---- | --- | ------- | ------- | ---- | --- | --- | --- | ---- | ---- | --- | --- | ------- | ------- | - | - | -- | -- | -- | -- |
| 1975 | 42,6 | 18  | 29,4    | 12      | 8,9    | 3      | 6,7         | 2           | 2,6     | 1       | 0,6     | –       |      |    |      |     |         |         |      |     |     |     |      |      |     |     |         |         |   |   |    |    |    |    |
| 1976 | 40,7 | 18  | 27,0    | 11      | 15,7   | 6      | 8,4         | 3           |         |         | 1,5     | –       |      |    |      |     |         |         |      |     |     |     |      |      |     |     |         |         |   |   |    |    |    |    |
| 1979 | 34,8 | 14  | AD      | AD      | AD     | AD     | 14,5        | 6           | APU     | APU     | 1,9     | –       | 44,4 | 18 |      |     |         |         |      |     |     |     |      |      |     |     |         |         |   |   |    |    |    |    |
| 1980 | FRS  | FRS | AD      | AD      | AD     | AD     | 11,9        | 5           | APU     | APU     | 1,4     | –       | 46,6 | 19 | 34,3 | 14  |         |         |      |     |     |     |      |      |     |     |         |         |   |   |    |    |    |    |
| 1983 | 43,0 | 18  | 26,2    | 10      | 12,5   | 5      | 13,6        | 5           | APU     | APU     | UDP-PSR | UDP-PSR |      |    |      |     | 0,8     | –       |      |     |     |     |      |      |     |     |         |         |   |   |    |    |    |    |
| 1985 | 23,5 | 10  | 29,3    | 12      | 9,7    | 4      | 12,1        | 5           | APU     | APU     | 1,1     | –       |      |    | 20,4 | 8   |         |         |      |     |     |     |      |      |     |     |         |         |   |   |    |    |    |    |
| 1987 | 26,7 | 11  | 50,9    | 22      | 4,0    | 1      | 9,4         | 4           | 0,5     | –       | 0,7     | –       | 4,0  | 1  |      |     |         |         |      |     |     |     |      |      |     |     |         |         |   |   |    |    |    |    |
| 1991 | 32,9 | 13  | 51,3    | 21      | 4,1    | 1      | 6,4         | 2           |         |         | –       | –       | 0,5  | –  | 1,1  | –   |         |         |      |     |     |     |      |      |     |     |         |         |   |   |    |    |    |    |
| 1995 | 46,7 | 18  | 36,4    | 14      | 7,8    | 3      | 6,0         | 2           | 0,3     | –       |         |         | 0,3  | –  |      |     |         |         |      |     |     |     |      |      |     |     |         |         |   |   |    |    |    |    |
| 1999 | 48,0 | 19  | 32,7    | 13      | 7,5    | 3      | 6,3         | 2           |         |         | 0,2     | –       | 2,3  | –  |      |     |         |         |      |     |     |     |      |      |     |     |         |         |   |   |    |    |    |    |
| 2002 | 41,2 | 17  | 40,0    | 16      | 8,4    | 3      | 4,6         | 1           |         |         | 2,7     | 1       |      |    |      |     |         |         |      |     |     |     |      |      |     |     |         |         |   |   |    |    |    |    |
| 2005 | 48,5 | 20  | 27,8    | 12      | 6,8    | 2      | 5,4         | 2           | 6,7     | 2       |         |         |      |    |      |     |         |         |      |     |     |     |      |      |     |     |         |         |   |   |    |    |    |    |
| 2009 | 41,8 | 18  | 29,1    | 12      | 9,3    | 4      | 5,7         | 2           | 9,2     | 3       |         |         |      |    |      |     |         |         |      |     |     |     |      |      |     |     |         |         |   |   |    |    |    |    |
| 2011 | 32,0 | 14  | 39,1    | 17      | 10,0   | 4      | 6,2         | 2           | 5,1     | 2       | 0,9     | –       |      |    |      |     |         |         |      |     |     |     |      |      |     |     |         |         |   |   |    |    |    |    |
| 2015 | 32,7 | 14  | CDS     | CDS     | PSD    | PSD    | 6,8         | 3           | 11,1    | 5       | 1,6     | –       | 39,6 | 17 | 0,5  | –   |         |         |      |     |     |     |      |      |     |     |         |         |   |   |    |    |    |    |
| 2019 | 36,7 | 17  | 31,2    | 15      | 3,3    | 1      | 4,8         | 2           | 10,1    | 4       | 3,5     | 1       |      |    | 1,0  | –   | 1,5     | –       | 0,6  | –   |     |     |      |      |     |     |         |         |   |   |    |    |    |    |
| 2022 | 42,5 | 19  | 32,3    | 14      | 1,5    | –      | 3,3         | 1           | 4,8     | 2       | 1,7     | –       | 1,2  | –  | 5,1  | 2   | 4,4     | 2       |      |     |     |     |      |      |     |     |         |         |   |   |    |    |    |    |
| 2024 | 30,3 | 13  | AD      | AD      | AD     | AD     | 2,4         | 1           | 30,4    | 14      | 4,7     | 2       | 2,1  | –  | 3,4  | 1   | 5,8     | 2       | 15,3 | 7   |     |     |      |      |     |     |         |         |   |   |    |    |    |    |
| 2025 | 24,0 | 11  | AD      | AD      | AD     | AD     | 2,3         | 1           | 34,2    | 15      | 2,0     | –       | 1,5  | –  | 4,3  | 2   | 6,1     | 2       | 20,7 | 9   |     |     |      |      |     |     |         |         |   |   |    |    |    |    |

## Património
- Lista de património edificado no distrito do Porto
- Lista de monumentos megalíticos do distrito do Porto